# بلادز
بلادز (انگلیسی: Bloods) گنگی خیابانی است که عموماً از سیاه‌پوستان آمریکا تشکیل شده ولی منحصر به آنان نیست و در لس آنجلس تأسیس شده‌است. این گنگ به خاطر رقابتش با کریپس شناخته شده‌است. آنها با رنگ قرمز لباسی که اعضایشان می‌پوشند و نشانه‌های متمایز دستی اعضایشان شناخته می‌شوند 
بلادز، اولین بار برای مقابله با فراگیری گنگ کریپس تشکیل شده. اختلافات آنها با گنگ کریپس اولین بار زمانی رخ داد که ریموند واشینگتن و چند تن از اعضای دیگر باند او به سیلوِستر اِسکات و بِنسون اُونز که آن زمان دانش آموزان دبیرستانی در کامپتن، کالیفرنیا بودند حمله کردند. در ادامه اسکات باند خیابانی پایرو (Piru) را تأسیس کرد که اولین گنگ از بلادز بود و بعد از او اونز یک زیر شاخه دیگر از گنگ را تأسیس کرد. اهداف ابتدایی و اصلی این گنگ‌ها ارائهٔ نوعی امنیت برای محله‌هایی بود که توسط باند کریپس کنترل نمی‌شدند، تا جایی که پس از مدتی محله‌هایی که توسط کریپس تسخیر نشده بودند به قلمرو بلادز تبدیل شدند.